# 2010年世界杯女子曲棍球赛
2010年世界杯女子曲棍球赛为第12届世界杯女子曲棍球赛。本届赛事于2010年8月29日至9月12日在阿根廷罗萨里奥举办。阿根廷队获得冠军、荷兰队获得亚军。

## 參賽隊伍
| 日期                    | 賽事                       | 地點                 | 隊伍                          |
| ----------------------- | -------------------------- | -------------------- | ----------------------------- |
| 主辦國                  | 主辦國                     | 主辦國               | 阿根廷                        |
| 2009年2月7日至15日      | 2009年泛美盃               | 百慕大 漢密爾頓      | —1                            |
| 2009年7月10日至18日     | 2009年非洲區棍球國家盃     | 阿克拉               | 南非                          |
| 2009年8月22日至29日     | 2013年歐洲曲棍球國家錦標賽 | 荷蘭 阿姆斯特丹      | 荷蘭 · 德国 · 英格兰 · 西班牙 |
| 2009年8月25日至29日     | 2009年大洋洲盃             | 新西兰 因弗卡吉爾    | 新西兰                        |
| 2009年10月29日至11月8日 | 2013年亞洲盃曲棍球賽       | 泰國 曼谷            | 中國 · 印度                   |
| 2010年3月26日至4月3日   | 資格賽1                    | 美国 聖地牙哥        |                               |
| 2010年4月17日至26日     | 資格賽2                    | 俄羅斯 喀山          | 日本                          |
| 2010年4月24日至5月2日   | 資格賽3                    | 智利 聖地亞哥-德智利 |                               |

^1  – 阿根廷因為身為主辦國和洲際賽的冠軍取的資格,所以名額給了歐洲聯合會，因此2009年歐洲曲棍球國家錦標賽第四名的西班牙取得參賽資格。

## 决赛
阿根廷3：1战胜荷兰队，获得冠军。